# Ventosa del Río Almar
Ventosa del Río Almar is een gemeente in de Spaanse provincie Salamanca in de regio Castilië en León met een oppervlakte van 18,02 km². Ventosa del Río Almar telt 121 inwoners (1 januari 2016).

## Demografische ontwikkeling
Bron: INE, 1857-2011: volkstellingen